# آرواکی

محل قرارگیری قبایل آرواکی که در شمال ناحیه سلتیبری واقع شده بود.

آرواکی یا آرواسی (در منابع یونانی: Arevakos, Arvatkos یا Areukas), مردمان یا مجموعه قبایل سلتی بودند که در مستای مرکزی در شمال هیسپانیا زندگی می‌کردند و از قرن چهارم تا اواخر قرن دوم قبل از میلاد مسیح بر بیشتر سلتیبریا تسلط داشتند. این قبیله با قبیله واکائی (Vaccaei) متحد بودند.

## اصل و نسب

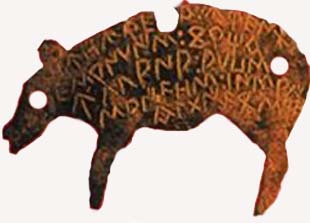
گنجینه مهمان نوازی سلتیبری، یافت شده در اوکساما (اسما، سوریا، اسپانیا). در موزه نومانتین سوریا سپرده شده است.

آرواکی‌ها اصالت سلتیکی داشتند و بخشی از گروهی از مردمان معروف به سلتیبریان بودند. شواهد زیادی وجود دارد که اجداد گروه‌های سلتیبری حداقل از ۱۰۰۰ سال قبل از میلاد و احتمالاً خیلی قبل تر در منطقه مستا در شبه جزیره ایبری مستقر شدهبودند. احتمال می‌رود، اجداد آنها جزوی سخن گویان اولیه زبان‌های سلتی از گال بودند که در اواسط قرن ششم قبل از میلاد به شبه جزیره مهاجرت کردند و تقریباً همزمان با قوم قدرتمند واکائی در مستا غربی وارد شدند. ] این امر این احتمال را ایجاد می‌کند که در واقع آرواکی‌ها، انشعابی از واکائه هستند، بنابراین نام قبیله ای آنها به معنای آره واکی(Are-Vaccei) یا واکائیان شرقی است. با این وجود، یک ریشه‌شناسی جایگزین برای این نام توسط جغرافیدان رومی پلینی بزرگ ارائه شده‌است که آنها را آرواکی‌های سلتیبری می‌نامد، و اضافه می‌کند که نام خود را از رودخانه آروا (Araviana) برگرفته اند و بنابراین نام آنها می‌تواند به معنی «کسانی که در آروا ساکن بودند» باشد.

## محل زندگی
هسته سرزمین‌های آرواکی مطابق با استان‌های مدرن سوریا و بیشتر گوادالاخارا تا سرچشمه‌های رودخانه تاگوس بود که تا نیمه شرقی سگوبیا و جنوب شرقی بورگوس امتداد داشت، اما برای مدتی بر بخش‌هایی از استان همسایه ساراگوسا نیز تسلط داشتند. آنها چندین ایالت-شهر مهم (Civitates) را در شمال سلتیبریا تأسیس یا تصرف کردند، به نام‌های زیر می‌باشند:
- کلونیا (یا آلتو دل کوئرنو یا کورونیا دل کوند – بورگوس؛ ضرابخانه سلتیبری: کولونیوکو)
- ولوکا یا وولوک (در اطراف کاتانازور- سوریا)
- اوکساما آرگلا (سرو د کاسترو نزدیک اسما ضرابخانه سلتیبری: آرکایلیکوس/اوزاموز)
- ترمانتیا (مونجو دی تیرمس) همچنین با نام ترمس یا ترمسوس نیز شناخته می‌شد.[۷]
- ساویا
- نومانتیا

شهرهای دیگری که اغلب در منابع ذکر شده‌اند، مانند سگویا، اوسیلیس، کامفلوئنتا، توکریس، لوتیا، مالیا، لاگنی و کولندا هنوز مکان‌یابی نشده‌اند.

## فرهنگ
قبیله آرواکی در کنار قبیله واکائی از نوعی ساختار اجتماعی جمع‌گرایانه بهره می‌بردند که هر یک را قادر می‌ساخت تا با موفقیت از مناطق زراعی برای کشاورزی و چمن زار برای دامداری در فلات غربی بهره‌برداری کنند. شواهد باستان‌شناسی نیز همین موضوع را اثبات می‌کند که آرواکی‌ها عمدتاً دامپرور و عشایر بوده‌اند که در چراگاه‌های دره ابرو عمدتاً به دامپروری می‌پرداختند.
آرواکی‌ها مثل اکثر سلتی‌ها گوسفند (بیشتر برای پشم)، اسب و گاو پرورش می‌دادند، همان‌طور که خراجی به ارزش سی تالان آتیک که کنسول کوئینتوس آئولوس پومپیوس در سال ۱۳۹ قبل از میلاد به نومانتیا و ترمانتیا تحمیل کرد، نشان می‌دهد که نومانتیایی‌ها و ترمانتین‌ها (هرچند با اکراه) هزینه آن را به شکل ۳۰۰۰ پوست گاو، ۸۰۰ اسب و ۹۰۰۰ ساگا (شنل پشمی) پرداخت کردند.
بنابر نوشته‌های سیلیوس ایتالیکوس و آلیان که بیان می‌کنند: آرواکی‌ها برای سربازان خود که در نبرد کشته می‌شدند نوعی خاکسپاری آسمانی انجام می‌دادند. به طوری که اجساد مردگانشان را بر بالای تپه ای می‌گذاشتند تا توسط کرکس‌ها خورده شود. این موضوع توسط وسایل استیلی و سفال‌های نقاشی شده کشف شده ازین مناطق تأیید می‌شود.